# Jan Hendrik Jagla
Jan Hendrik Jagla (Berlín, Alemanya, 25 de juny de 1981) és un exjugador professional de bàsquet de nacionalitat alemanya que jugava en la posició d'aler pivot.

## Trajectòria
El 14 d'agost de 2014 el FC Bayern de Múnic (basquetbol) va anunciar el fitxatge de Jagla per a la temporada 2014-2015.
El juliol de 2015 Jagla va anunciar la seva retirada com a jugador professional.

### Clubs
- Temporada 1999-2000: ALBA Berlín,  Alemanya (BBL)
- Temporada 2000-2001:
- Temporada 2001-02: Penn St.,  Estats Units (NCAA)
- Temporada 2002-03: Penn St.,  Estats Units (NCAA)
- Temporada 2003-04: Penn St.,  Estats Units (NCAA)
- Temporada 2004-05: Panellinios Atenes,  Grècia (Lliga grega de bàsquet). Abandona l'equip.
- Temporada 2004-05: Artland Dragons Quakenbrueck,  Alemanya (BBL)
- Temporada 2005-06: Drac Inca (Lliga LEB Oro)
- Temporada 2006-07: Turk Telekom Ankara,  Turquia (TBL)
- Temporada 2007-08: Club Joventut de Badalona (ACB)
- Temporada 2008-09: Club Joventut de Badalona (ACB)
- Temporada 2009-2010: Asseco Prokom Gdynia
- Temporada 2010-2011: Turk Telekom Ankara,  Turquia (TBL)
- Temporada 2011-2012: FC Bayern de Múnic (basquetbol),  Alemanya (BBL)
- Temporada 2012-2013: FC Bayern de Múnic (basquetbol),  Alemanya (BBL)
- Temporada 2013-2014: ALBA Berlin,  Alemanya (BBL)
- Temporada 2014-2015: FC Bayern de Múnic (basquetbol),  Alemanya (BBL)

### Internacional
- 2006: Alemanya. Participa en el Mundial del Japó
- 2007: Alemanya. Participa en l'Eurobasket de Madrid
- 2008: Alemanya. Participa en els Jocs Olímpics de Pequín
- 2009: Alemanya. Participa en l'Eurobasket de Polònia
- 2010: Alemanya. Participa en el Mundial de Turquia

## Palmarès
- Temporada 2005-2006: Subcampió de la Copa Príncep d'Astúries de basquetbol amb el Drac Inca
- Temporada 2007-2008: Campió de la Copa del Rei ACB amb el Club Joventut de Badalona
- Temporada 2010-2011: Campió de la ULEB EuroCup amb el Club Joventut de Badalona